# Diamesa subletti
Diamesa subletti är en tvåvingeart som beskrevs av Makarchenko 1986. Diamesa subletti ingår i släktet Diamesa och familjen fjädermyggor.
Artens utbredningsområde är Alberta. Inga underarter finns listade i Catalogue of Life.